# Crespos
Crespos – gmina w Hiszpanii, w prowincji Ávila, w Kastylii i León, o powierzchni 31,92 km². W 2011 roku gmina liczyła 535 mieszkańców.